# استول (تگزاس)
استول، تگزاس(به انگلیسی: Stowell, Texas) شهری در ایالت تگزاس از ایالات جنوبی ایالات متحده آمریکا است. در سرشماری سال ۲۰۰۰، جمعیت این شهر ۱۵۷۲ نفر اعلام شد.